# Friss!
Friss! ist das siebte Album der deutschen Punkband Toxpack. Es erschien am 12. September 2014 über das Independent-Label Better Than Hell, das zum Betontod-Umfeld gehört. Es ist der bisher kommerziell erfolgreichste Tonträger der Band und erreichte Platz 16 der deutschen Albumcharts.

## Entstehungsgeschichte
Bereits vor Veröffentlichung des Vorgängeralbums Bastarde von Morgen war Toxpack mit dem Betontod-Label Better Than Hell in Kontakt. Letztlich erhielt damals Sunny Bastards den Zuschlag. Für ihr siebtes Studioalbum beschlossen sie jedoch Better Than Hell den Zuschlag zu geben, um etwas Neues auszuprobieren. Auch entschloss man sich, nicht mehr mit Produzent Harris Johns zusammenzuarbeiten. Bei einer Tour mit Stephan Weidners Band Der W lernte die Band Weidners Hausproduzent Michael Mainx kennen, der bereits mit den Böhsen Onkelz, Der W, D-A-D und Tankard zusammen gearbeitet hatte. Die Produktion wurde daher ins Studio23 nach Frankfurt am Main verlagert.
Wie bereits auf früheren Alben wurden die Songs von Tommi Tox geschrieben, der lediglich beim Titelsong von Erik Henning unterstützt wurde. Als Gastmusiker konnten Stephan Weiler (Klavier) und Mathias Wendt (Hintergrundgesang) gewonnen werden. Außerdem ist Stephan Weidner als Gastsänger auf einem Lied vertreten.
Das Album erschien am 12. September 2014 als LP- und CD-Version. Der Vertrieb wurde von Edel übernommen.

## Coverartwork
Das Coverartwork zeigt eine Kapitalismuskritik. Einem dicklichen Kopf werden von roten Teufeln Konsumgüter wie iPods, Smartphones, Pommes, Cola, Zigaretten oder ein Hamburger mit US-Flagge, Geld sowie ein Holzkreuz mit dem Schriftzug „Obey“ statt INRI in den Mund geschoben. Zwei Teufel nageln den Schriftzug „Friss!“ auf der Stirn fest.

## Titelliste
1. Gustatio – 2:47
2. Stillstand (keine Zeit) – 3:01
3. Friss! – 3:30
4. Niemand – 3:19
5. Vergangen, Vergessen – 3:06
6. Nichts hören, sehen, sagen feat. Stephan Weidner – 3:29
7. Transatlantik Rendezvous – 2:59
8. Nichts bleibt wie es ist – 3:57
9. Alles Lüge – 3:00
10. Freiheit – 3:03
11. La Vida Loca – 3:50
12. Gute Reise – 3:24
13. Bellaria – 2:03

## Songinfos
Das Album beginnt mit einem Klavier-Intro, das von Stephan Weiler und der Orchestrierung von Patrik Bishay eingespielt wurde. Weiler spielt auch das Outro Bellaria. Die beiden Stücke bilden den Rahmen des Albums.
Stephan Weidner, Bassist der Böhsen Onkelz und seines Soloprojekts Der W, übernahm den Gastgesang beim Lied Nichts hören, sehen, sagen, das sich inhaltlich mit Alltagsrassismus beschäftigt. Das Video zu diesem Song wurde am 9. September 2015, drei Tage vor Veröffentlichung des Albums, auf YouTube veröffentlicht. Das Lied enthält mit der Textzeile „So stehen sie wieder vor'm Flüchtlingsheim, wie vor 22 Jahren/Mit vollgepisster Hose und erhobenen rechten Arm“ eine Anspielung auf ein Foto von Martin Langer, das den 38-jährigen Harald Ewert mit eingenässter Jogginghose beim Zeigen des Hitlergrußes zeigt. Neben der persönlichen Freundschaft war auch Weidners Vergangenheit als Bassist und Haupttexter der Band Böhse Onkelz ein Motiv für seinen Einsatz als Gastsänger. Dies stieß nicht uneingeschränkt auf Gegenliebe bei vielen Fans der Band.
Das Lied Transatlantik Rendezvous ist eine ironische Aufarbeitung der NSA-Abhöraffäre.

## Musikstil
Nachdem das Vorgängeralbum Bastarde von Morgen sehr Hardrock- und Metal-lastig ausgefallen war, sind die Songs auf Friss wieder näher am Punkrock und melodiöser geworden. Auch der Gesang von Sänger Daniel Schulz klingt nun weniger brachial, vielmehr setzte er auf diesem Album öfter einen eher klaren, oder wie die Band es ausdrückt, „leicht angerauten“, Gesang ein. Hintergrund sind die eher persönlichen Texte des Albums.

## Chartplatzierungen
Friss! ist das erste Album der Band, das sich in den deutschen Albencharts platzieren konnte. Es erreichte am 26. September 2014 Platz 16 der Charts.